# Agathon elegantulus
Agathon elegantulus är en tvåvingeart som beskrevs av Roder 1890. Agathon elegantulus ingår i släktet Agathon och familjen Blephariceridae. Inga underarter finns listade i Catalogue of Life.